# Philochortus zolii
Philochortus zolii là một loài thằn lằn trong họ Lacertidae. Loài này được Scortecci mô tả khoa học đầu tiên năm 1934.